# Jim Coulter
James "Jim" Coulter, född 1 december 1959 i Buffalo, New York, är en amerikansk företagsledare som är medgrundare, delägare och delad VD för riskkapitalbolaget TPG Capital. I och med TPG har han även suttit i koncernstyrelser för en del företag som TPG har investerat i som bland annat America West Airlines, Burger King, Ducati, Petco och Seagate.
Den amerikanska ekonomitidskriften Forbes rankar Coulter till att vara världens 1 028:e rikaste med en förmögenhet på $2,2 miljarder för den 6 december 2018.
Han avlade en kandidatexamen vid Dartmouth College och en master of business administration vid Stanford Graduate School of Business.